# Jérôme Pineau
Jérôme Pineau (ur. 2 stycznia 1980 w Mont-Saint-Aignan) – były francuski kolarz, ostatnio występujący w profesjonalnej drużynie IAM Cycling.

## Najważniejsze zwycięstwa i sukcesy
- 2002
  - 1. miejsce w Tour de Normandie
- 2003
  - 1. miejsce w Polynormande
  - 1. miejsce w Tour de l’Ain
- 2004
  - 1. miejsce w Paryż–Bourges
  - 1. miejsce w Clásica de Almería
  - 1. miejsce w Tour de l’Ain
- 2009
  - 2. miejsce w Brabantse Pijl
- 2010
  - 1. miejsce na 5. etapie Giro d’Italia
- 2011
  - 1. miejsce w Grote Prijs Jef Scherens